# 迪亞納要塞

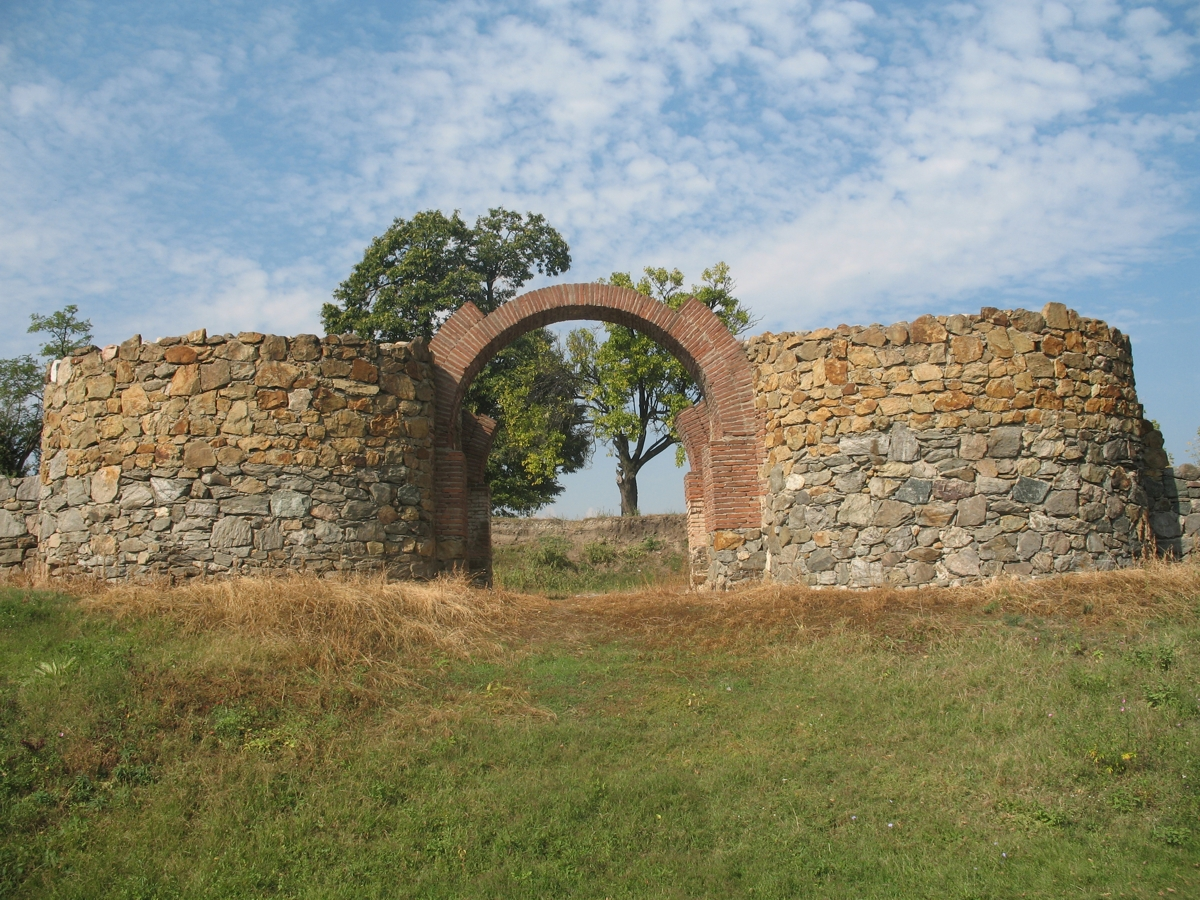
迪亞納要塞

迪亞納要塞是位於塞爾維亞東部城市克拉多沃的一座古羅馬兵營，修建於100至101年。這座要塞位於鐵門附近的山崖上。4世紀中期，要塞被入侵的匈人摧毀。在530年時，查士丁尼重建要塞。